# Karol Maurycy Lelewel

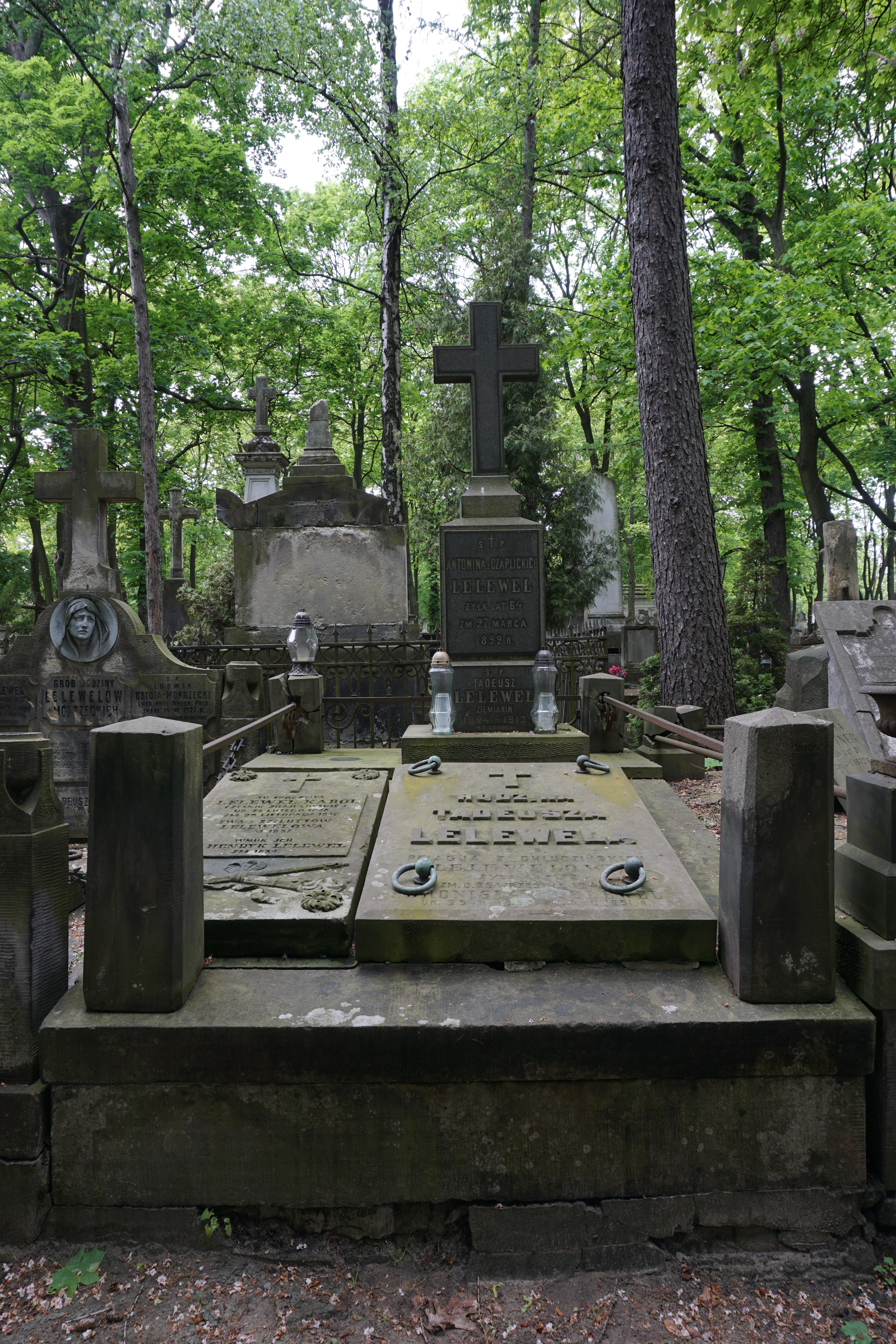
Grób Karola Maurycego Lelewela na cmentarzu Powązkowskim w Warszawie

Karol Maurycy Lelewel, właśc. Loelhoeffel de Loewensprung (ur. 21 lutego 1748 w Warszawie, zm. 29/30 listopada 1830 tamże) – polski prawnik, urzędnik, skarbnik generalny Komisji Edukacji Narodowej. Ojciec Joachima Lelewela.

## Życiorys
Syn Henryka Loelhoeffel von Lowensprunga, pochodzącego z Prus Wschodnich lekarza nadwornego koronnego, i Konstancji Jauch, córki generała Joachima Daniela Jaucha. 
Był z wykształcenia prawnikiem. Uczył się w warszawskiej szkole teatynów, a następnie w 1765 rozpoczął studia na uniwersytecie w Getyndze. Po studiach w 1768 wrócił do Warszawy. W 1775 otrzymał indygenat i spolszczył nazwisko zmieniając je na Lelewel. Wstąpił do armii, gdzie w Regimencie Gwardii Pieszej Koronny Królestwa Polskiego w 1781 dosłużył się stopnia kapitana. W latach 1778–1792 był skarbnikiem generalnym Komisji Edukacji Narodowej, a w latach 1791–1792 komisarzem cywilno-wojskowym ziemi liwskiej. Po upadku powstania kościuszkowskiego osiadł w swym majątku Woli Cygowskiej na Mazowszu. 
W okresie Księstwa Warszawskiego od 1808 był członkiem jego władz edukacyjnych. W roku 1811 podjął pracę w Dyrekcji Edukacji Narodowej. W latach 1816–1820 był radcą stanu w Komisji Wyznań Religijnych i Oświecenia Publicznego.
Jego hobby była numizmatyka. Swoją kolekcję przekazał Bibliotece Uniwersytetu Warszawskiego.
Został pochowany na cmentarzu Powązkowskim w Warszawie (kwatera 12-5-7/8).

## Rodzina
Żona Eliza Szelutta była córką Franciszka i Antoniny Cieciszowskiej. Był ojcem Jana Pawła, Joachima i Prota Adama.